# 李愚貞
李愚貞（韓語：이우정，1923年8月1日—2002年5月30日）韓國政治人物，基督敎女性主義者、勞動運動家暨大學教授。，是韓國的初期基進女性主義者和基進女性主義領導者。

## 外部連結
- 이우정:대한민국 국회의원 
- Lee Wu-jong 
- Lee Wu-jong 